# مقتل ساندرا كانتو
ساندرا رينيه كانتو (8 مارس 2001 - 27 مارس 2009) كانت فتاة أمريكية تبلغ من العمر ثماني سنوات وقد اجتذبت اهتماما وطنيا بعد اختفائها يوم 27 مارس 2009، تم اكتشاف جثتها بعد عدة أيام داخل حقيبة سفر في مكان قريب من برك الري. في يوم 10 أبريل 2009 ألقت الشرطة القبض على جاره كانتو وتدعى مليسيا وتبلغ من العمر 28 عاما بتهمه خطف واغتصاب وقتل كانتو. وبعد التحقيقات اعترفت بأنها مذنبه وحكم عليها بالسجن مدى الحياة.